# Malcolm XD
Malcolm XD – anonimowy polski pisarz, scenarzysta, autor tzw. copypast.

## Biogram
Jest autorem copypasty Mój stary to fanatyk wędkarstwa, która w 2017 roku została zekranizowana. Na podstawie copypasty powstał także komediowy spektakl teatralny Fanatyk: Mistrzostwa Świata w Łowieniu Metodą Gruntową oraz stała się ona motywem przewodnim kampanii reklamowej serwisu OLX. Oprócz copypasty o fanatyku wędkarstwa jest również autorem copypast takich jak Bory tucholskie oraz Paulina, Patolog i pies. W lutym 2024 roku poinformowano o rozpoczęciu pracy nad ekranizacją copypasty o Wujku Foliarzu jego autorstwa. Premiera filmu Wujek Foliarz miała miejsce 14 marca 2025 roku.
W 2019 roku copypasty jego autorstwa zostały zebrane i wydane w książce Pastrami, w tym samym roku ukazała się również jego debiutancka powieść Emigracja, a w 2020 roku jej kontynuacja Edukacja. Trzecia część cyklu pt. Eskapada została wydana w 2024 roku. W 2019 roku powieść Emigracja została nominowana do nagrody Bestsellery Empiku, a także znalazła się w finale plebiscytu na Książkę Roku (w kategorii Literatura Piękna) zorganizowanego przez portal lubimyczytać.pl.
W 2020 roku powstał także e-book i serial audio Kroniki koronawirusowe, wydany na platformie Empik Go. Książka była w 2020 roku nominowana do nagrody Bestsellery Empiku.
W 2023 roku, na podstawie powieści Malcolma XD, powstał serial komediowy Emigracja XD. O swoich doświadczeniach związanych z produkcją serialu autor opowiada w książce #moja Emigracja XD, dostępnej w formie audiobooka i e-booka na platformie Empik Go.
Podczas spotkań autorskich posługuje się zmodyfikowanym automatem do gier, w którym zainstalowano kamery i mikrofony. Na potrzebę wywiadów jego głos zostaje zniekształcony. Mieszka w Warszawie.